# Кошкин, Олег Александрович
Олег Александрович Кошкин (род. 20 апреля 1937 года, Москва, РСФСР, СССР) — советский и российский скульптор, академик Российской академии художеств (2011). Заслуженный работник культуры Российской Федерации (2007). Заслуженный архитектор Российской Федерации (2015).

## Биография
Родился 20 апреля 1937 года в Москве, где живёт и работает.
В 1956 году — окончил Московский архитектурный техникум, в 1966 году — окончил вечернее отделение Московского института городского хозяйства и строительства по кафедре «Архитектуры», учился у М. В. Посохина, З. М. Розенфельда, Л. К. Дюбена, И. Н. Кастеля и К. М. Метельского.
С 1974 года — член Союза московских архитекторов, с 1980 года — член правления Союза архитекторов СССР, с 1987 года — член Союза архитекторов РСФСР, с 1991 года — России.
С 1972 по 1988 годы — работал в органах государственного управления по вопросам градостроительства и архитектуры.
С 1988 по 1991 годы — начальник Главного управления, член Коллегии Госкомархитектуры СССР.
С 1992 по 2000 годы — генеральный директор Московского отделения Международной Академии архитектуры.
С 1998 года — советник Российской академии архитектуры и строительных наук, с 2013 года — академик Международной академии архитектуры в Москве.
С 2008 года — член комиссии по монументальному искусству Мосгордумы.
В 2011 году — избран академиком Российской академии художеств от Отделения архитектуры.
С 2000 по настоящее время — работает в Российской академии художеств: консультант Отделения архитектуры (2000—2004), главный ученый секретарь Президиума (с 2004 года), первый вице-президент (2013—2017), академик-секретарь Отделения архитектуры РАХ (с 2017 года).

## Творческая деятельность
Проекты и постройки:
- в середине 60-х годов участвовал в проектировании и застройка 9-го и 10-го кварталов района Новые Черемушки (авторская группа М. В. Посохин, З. М. Розенфельд, Р. Г. Каверин, С. А. Мишарин, Л. А. Капров и др.), там же вел разработку отдельных проектов;
- здание двузального кинотеатра на ул. Гримау (рук. арх-р В. П. Давиденко);
- детские сады и школы различной вместимости на ул. Шверника (рук. арх-ры О. М. Сперантова и К. В. Каптеров);
- многоэтажный жилой комплекс «Нового быта» на ул. Шверника, д. 19 (награжден премией ЦК ВЛКСМ);
- типовая туристическая база на 300 спальных мест (рук. арх-р О. М. Сперантова, инженер Н. Л. Вильшанский);
- экспериментальные жилые дома — односекционный 27-этажный и протяженный 16-этажный на базе изделий ДСК-1 и ДСК-2 в Тропарёво (рук. арх-р К. М. Метельский);
- комплексная застройка района Беляево;
- участвовал в 70-х годах в создании Экспериментального жилого района (ЭЖР) Северное Чертаново (рук. арх-ры М. В. Посохин, Л. К. Дюбен, инженер С. И. Керштейн) и прилегающего к нему Олимпийского объекта Конноспортивного комплекса «Битца» (рук. арх-ры Л. К. Дюбен, А. С. Кеглер);
- работал над рядом объектов «Олимпиады-80»;
- разработал концепции с выбором участка для сооружения в г. Тынде Московского жилого района;
- в конце 80-х и начале 90-х годов проектирование жилого микрорайона на 25 тыс. жителей (г. Найроби, Кения) и жилого квартала в Крылатском (г. Москва), состоящего из малоэтажных зданий выполненных ведущими мировыми зодчими (рук. архитектор Е. Г. Розанов)
- разработка генеральных планов городов: Свердловск, Волгоград, Ашхабад, Ташкент, Хабаровск, Комсомольск-на-Амуре и др.;
- организация и выполнение росписи сводов и галерей нижней церкви Покрова Богородицы Храма Христа Спасителя в г. Москве.

Работы в области монументального искусства:
- мемориальная доска певцу, народному артисту СССР Муслиму Магомаеву (2013 г., Вышний Волочек, скульптор Н. А. Иванов);
- мемориальная доска академику, Герою Социалистического Труда Я. Б. Зельдовичу (2014 г., Москва, скульптор Н. А. Иванов);
- мемориальный памятник народному художнику СССР, академику Российской академии художеств Е. И. Зверькову (2014 г., Москва, скульптор Д. Н. Тугаринов);
- скульптурная композиция, посвященная погибшим сотрудникам Росгвардии в горячих точках в стране и за рубежом (скульптор Рожников А. А., архитекторы: Кошкин О. А., Тихомиров М. В.);
- 4 Мемориальные доски выдающимся конструкторам новых видов вооружения на здании научно-исследовательского института в Строгино (скульптор: Иванов Н. А., архитектор: Кошкин О. А.);
- мемориальная доска Народному художнику СССР Зверькову Е. И. (скульптор Иванов Н. А., архитекторы: Кошкин О. А., Златина З. В.);
- мемориальная доска основателю Отечественной кардиологии, профессору Бакулеву А. Н. (скульптор Церетели З. К., архитекторы: Кошкин О. А., Златина З. В.).

## Награды
- Орден «Знак Почёта» (1980)
- Орден Почёта (2012)
- Заслуженный работник культуры Российской Федерации (2007)
- Заслуженный архитектор Российской Федерации (2015)
- Медаль «В ознаменование 100-летия со дня рождения Владимира Ильича Ленина» (1970)
- Почётная грамота Президента Российской Федерации (2018)
- Медаль «В память 850-летия Москвы» (1997)
- Почётная грамота Президиума Верховного Совета РСФСР (1987)
- Памятная медаль и благодарность Минтрансстроя СССР «За сооружение городов и поселков Байкало-Амурской магистрали»
- Памятный знак Олимпийского комитета СССР
- Патриаршая грамота Патриарха Московского и всея Руси Кирилла (2010)
- Юбилейная медаль «100-летие со дня основания ВЛКСМ» (2018)